# رنیوی
رنیوی (انگلیسی: Renewi) شرکت مدیریت پسماند بریتانیایی است، که در سال ۱۸۸۰ تأسیس شد.